# A tot vent

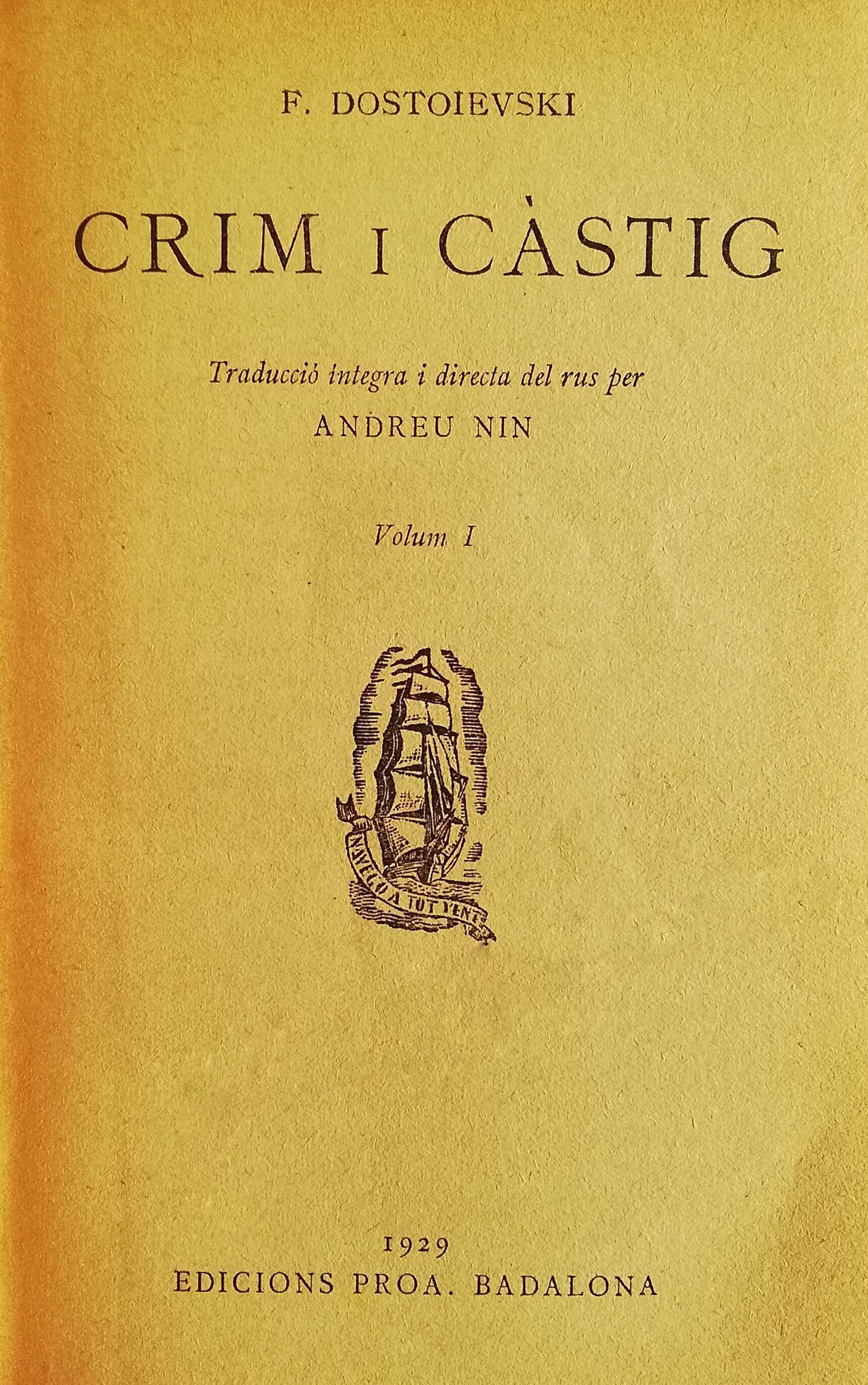
Portada d'un dels tants títols de la literatura catalana i universal que la col·lecció A tot vent va publicar. Al centre s'hi troba el gravat del vaixell característic de la col·lecció, on s'hi llegeix "NAVEGO A TOT VENT". A la foto, Crim i Càstig de Dostoievski, traducció catalana de 1929

A tot vent és una col·lecció de llibres d'Edicions Proa creada el 1928. S'hi han publicat mig miler de llibres, constituint així una autèntica «antologia de la novel·la catalana i universal, clàssica i moderna».
La col·lecció A tot vent va ser creada el 1928 (l'any de naixement d'Edicions Proa) i dirigida per Joan Puig i Ferreter durant la primera època. Fins a l'any 1938 la seu de la col·lecció va ser a Badalona, fins que a l'acabament de la Guerra Civil es traslladà a Perpinyà. Puig i Ferrater s'ocupà de la direcció literària fins a la seva mort el 1956. Al seu logotip es troba el vaixell Maria Assumpta, del qual la divisa n'era Navego a tot vent.
El 1964 Joan B. Cendrós en possibilità el retorn a Catalunya. L'editorial encarregada d'aquest període fou Aymà de Barcelona, amb la direcció literària de Joan Oliver. Durant aquesta segona època s'arribà al número dos-cents, i s'aconseguí la revitalització de la col·lecció amb les populars cobertes de color carabassa. La col·lecció continuà centrada en la traducció, però també publicà narrativa catalana contemporània: Pedrolo, Porcel o Tísner.

El 1982 Proa s'integrà al grup Enciclopèdia Catalana SA i la col·lecció inicià una nova etapa amb un canvi de format (tapa dura, una mida més gran i targetes d'informació sobre l'autor; però mantenint el color carabassa característic), un major ritme de publicació, i un consell literari format per Joan Oliver, Joan Triadú, Josep Maria Espinàs, Joan Carreras i Xavier Bru de Sala. També canvià el nom, i passà a dir-se «A tot vent» a seques. Al cap de pocs anys el format de la col·lecció canvià novament i a l'actualitat està plenament integrat en les altres col·leccions de Proa. El 2008 va celebrar els seus 80 anys amb una reedició de vuitanta obres clàssiques.

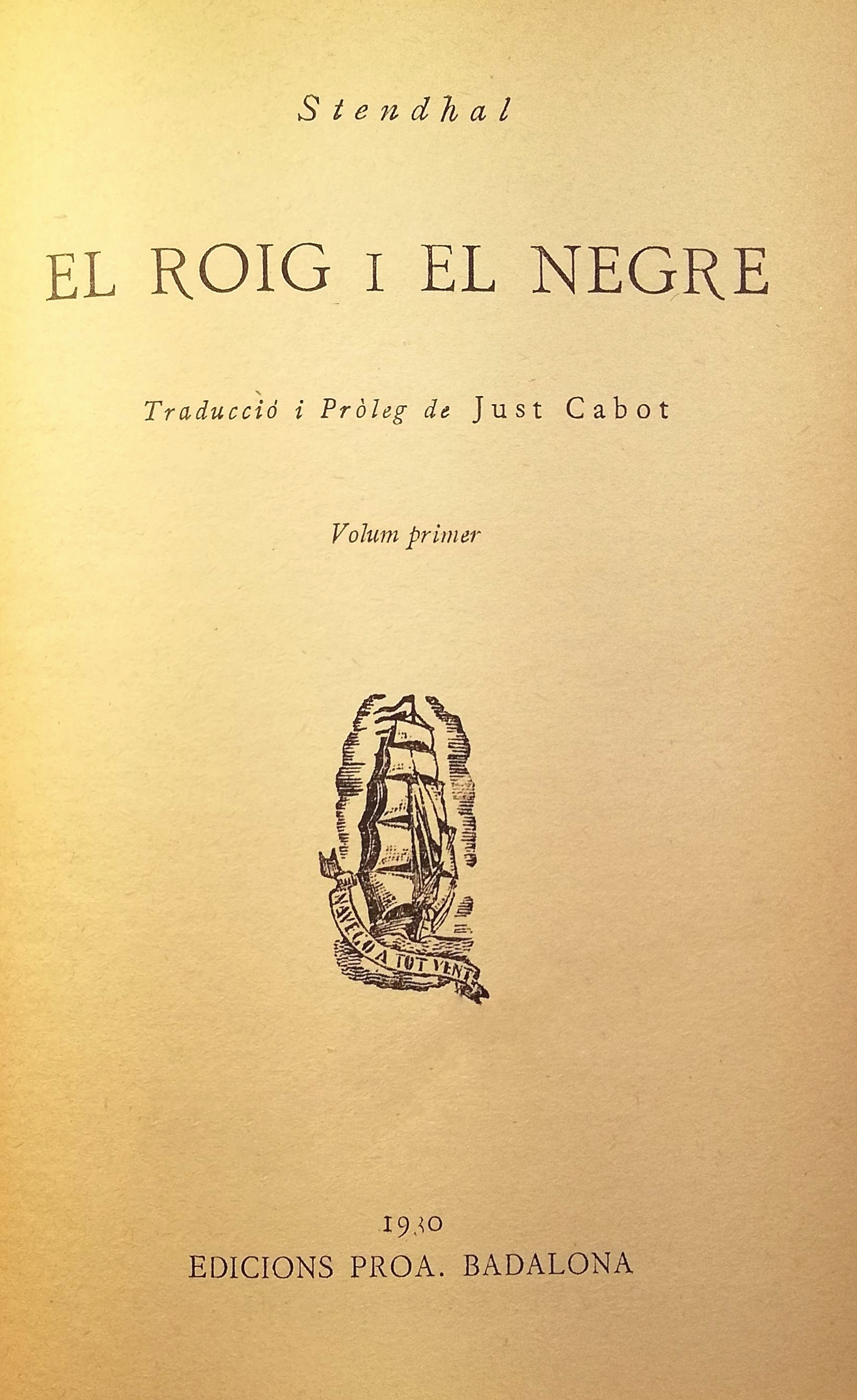
El Roig i El Negre de Stendhal, any 1930
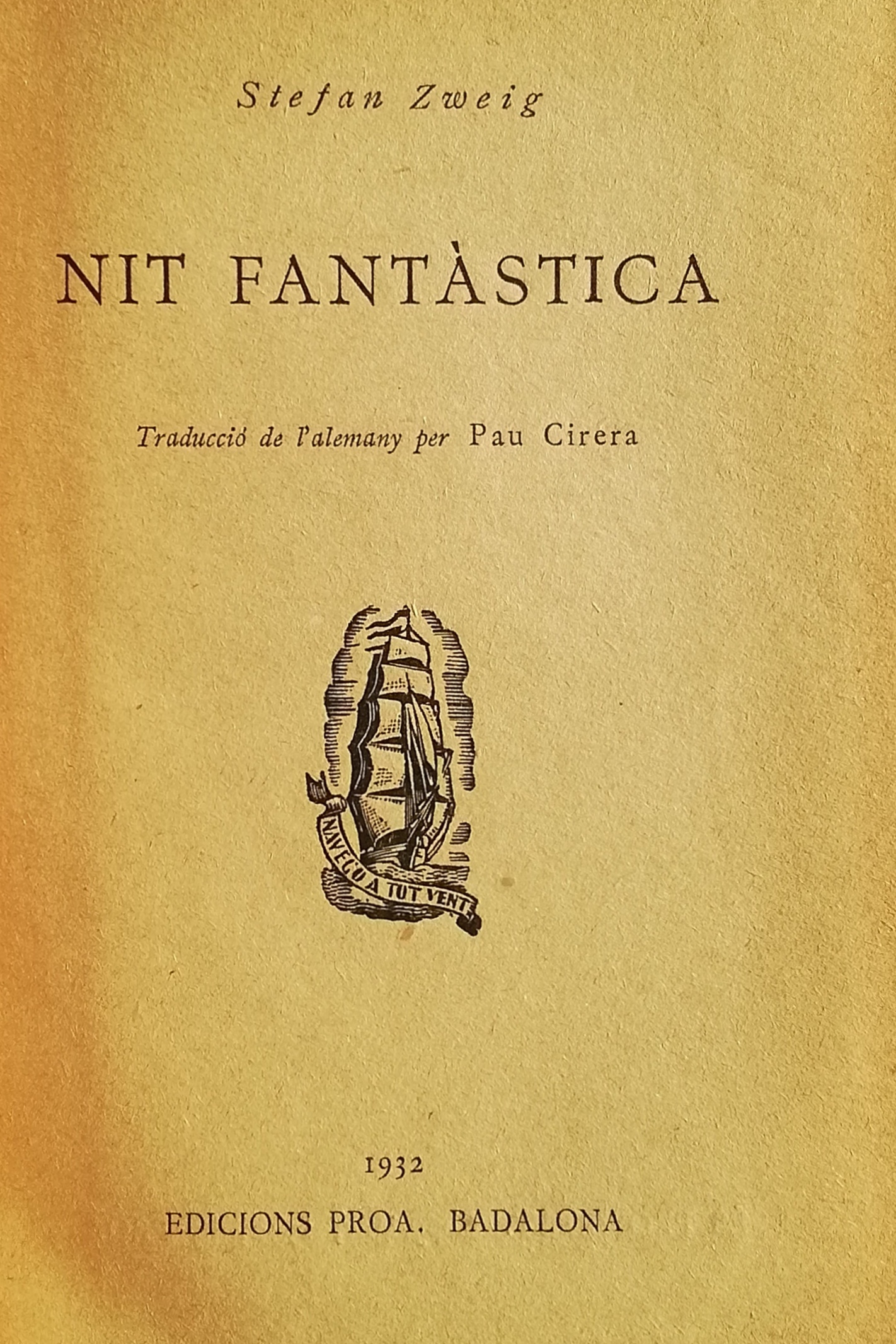
Nit Fantàstica de Stefan Zweig, any 1932
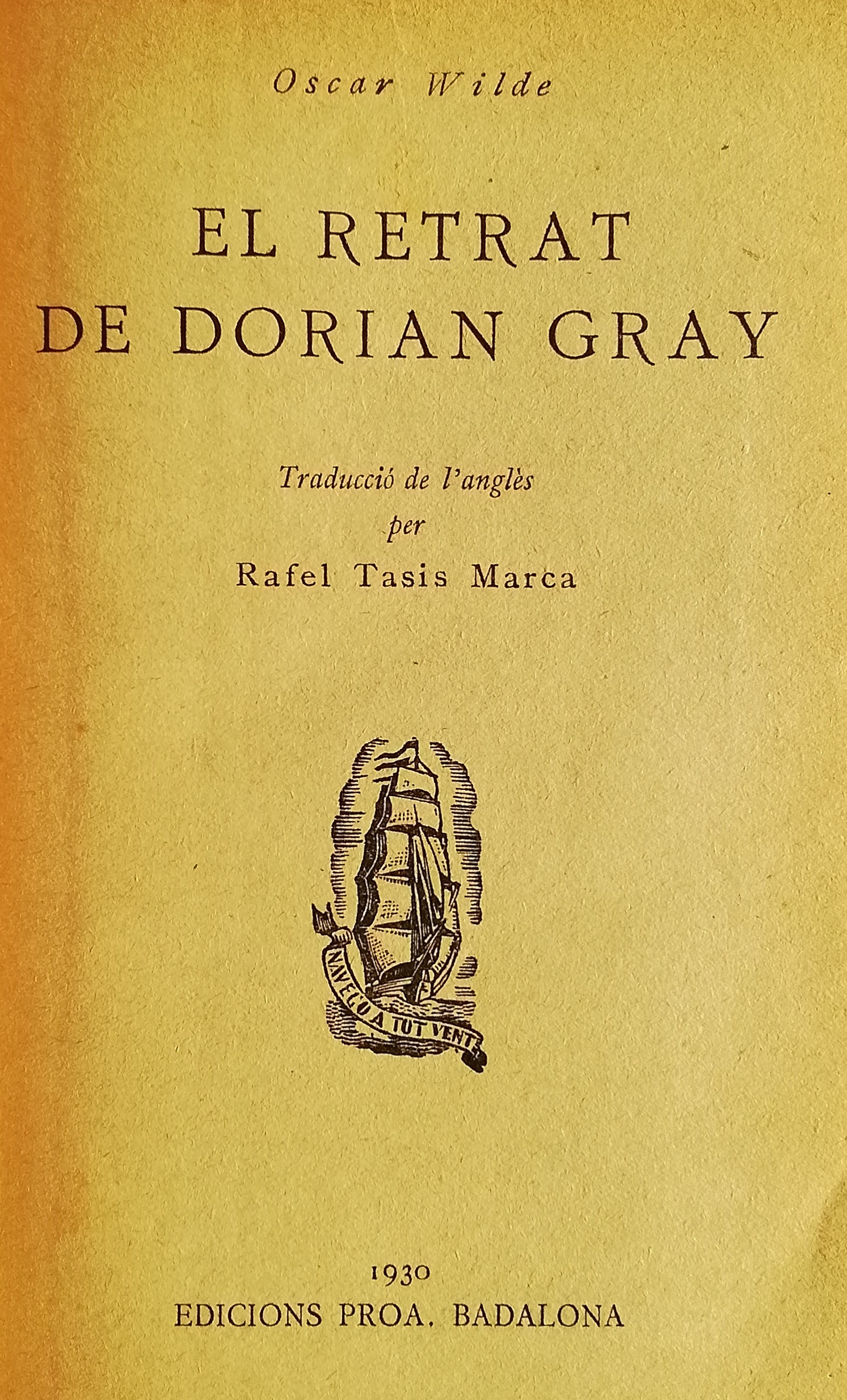
El Retrat de Dorian Gray d'Oscar Wilde, any 1930
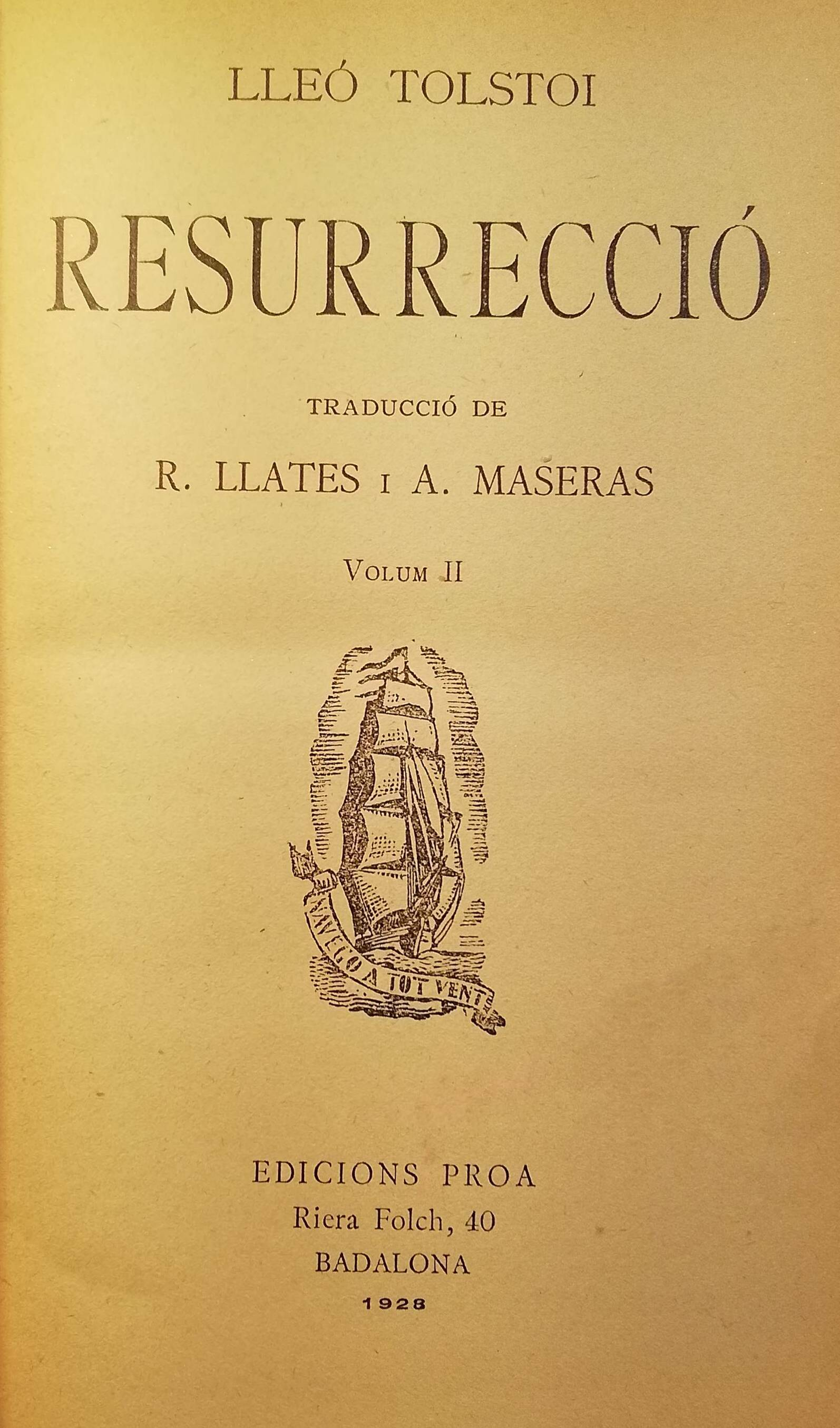
Resurrecció de Tolstoi, any 1928
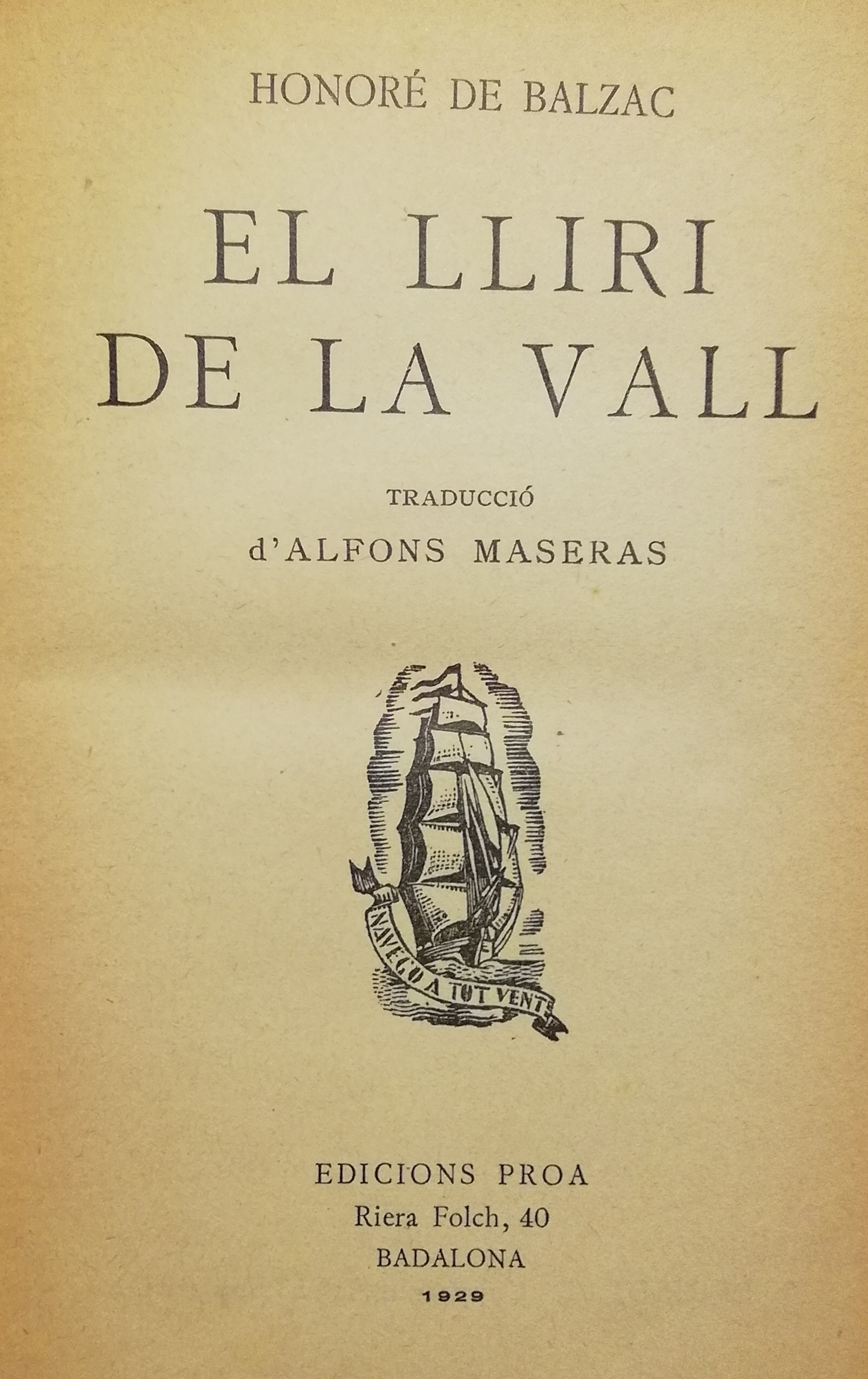
El Lliri de la Vall d'Honoré de Balzac, any 1929
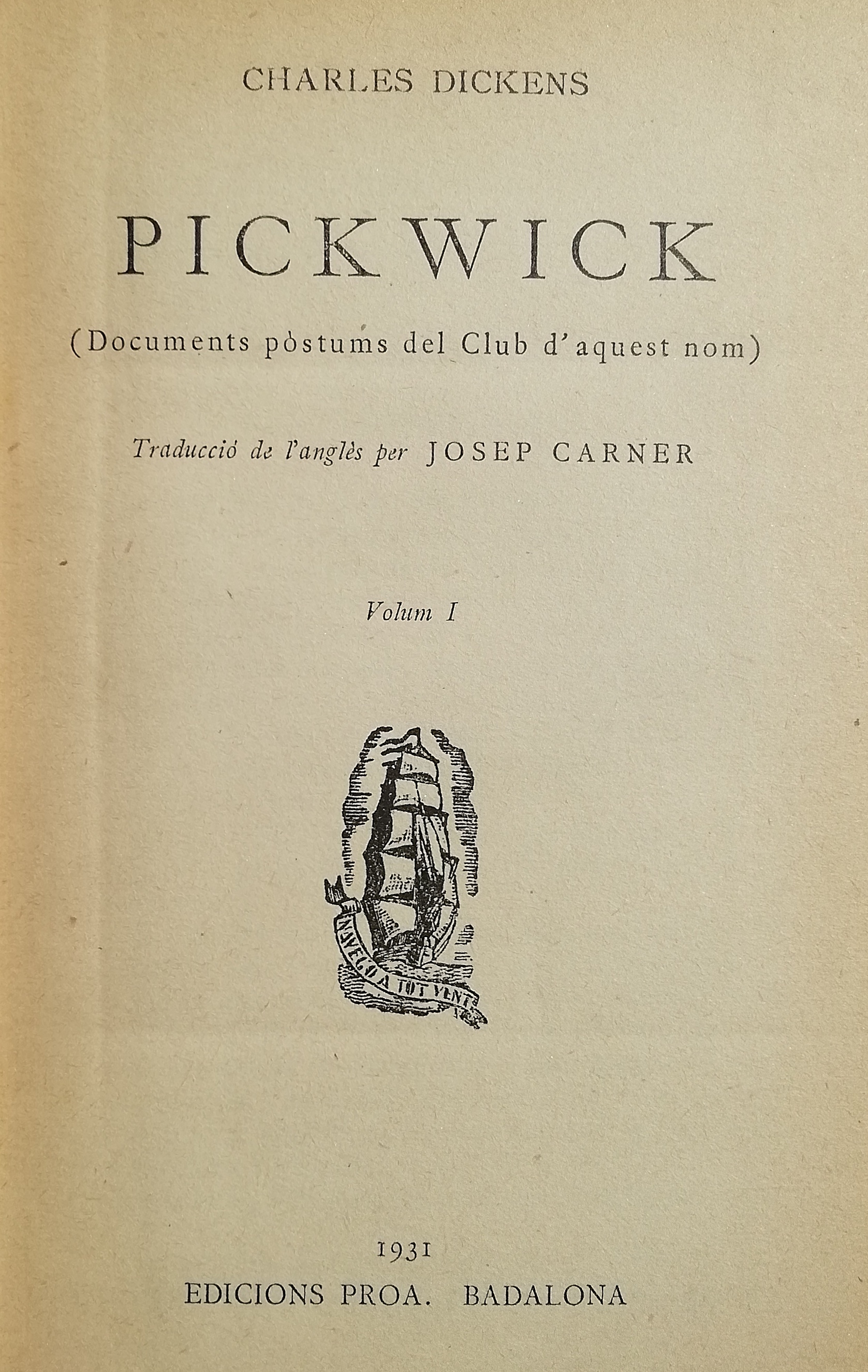
Pickwick de Charles Dickens, any 1931
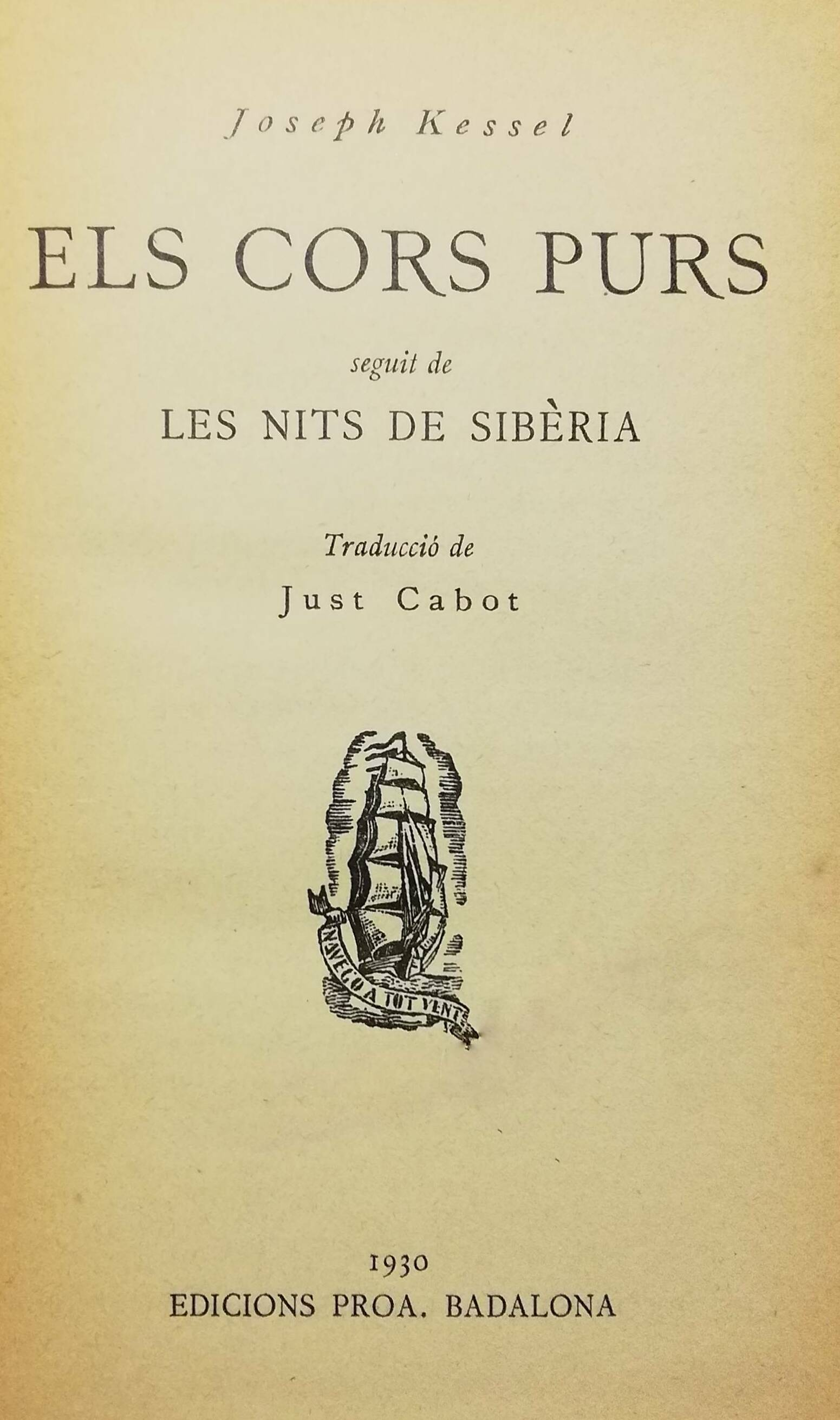
Els Cors Purs i Les Nits de Sibèria de Joseph Kessel, any 1930
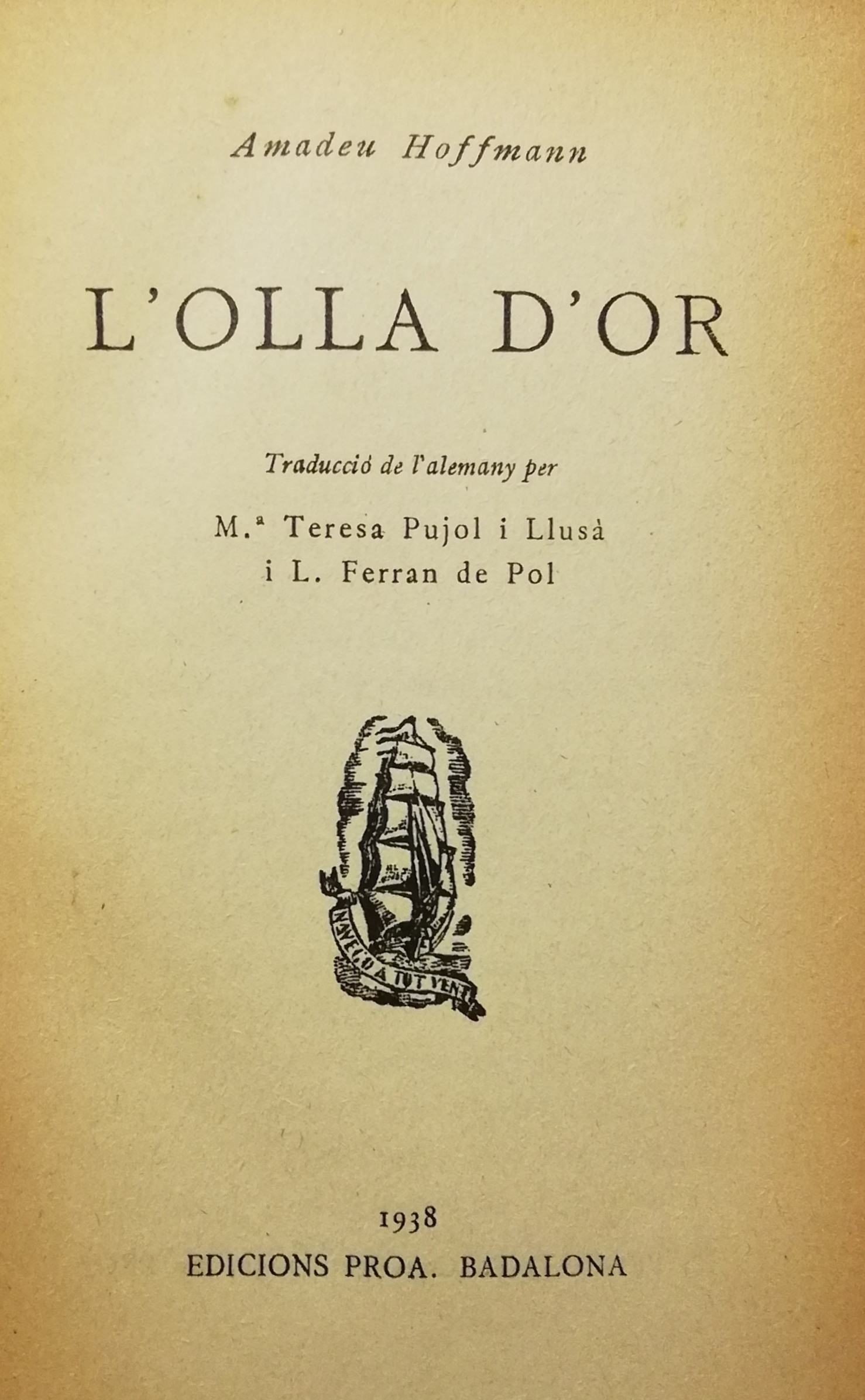
L'Olla d'Or de E. T. A. Hoffmann, any 1938
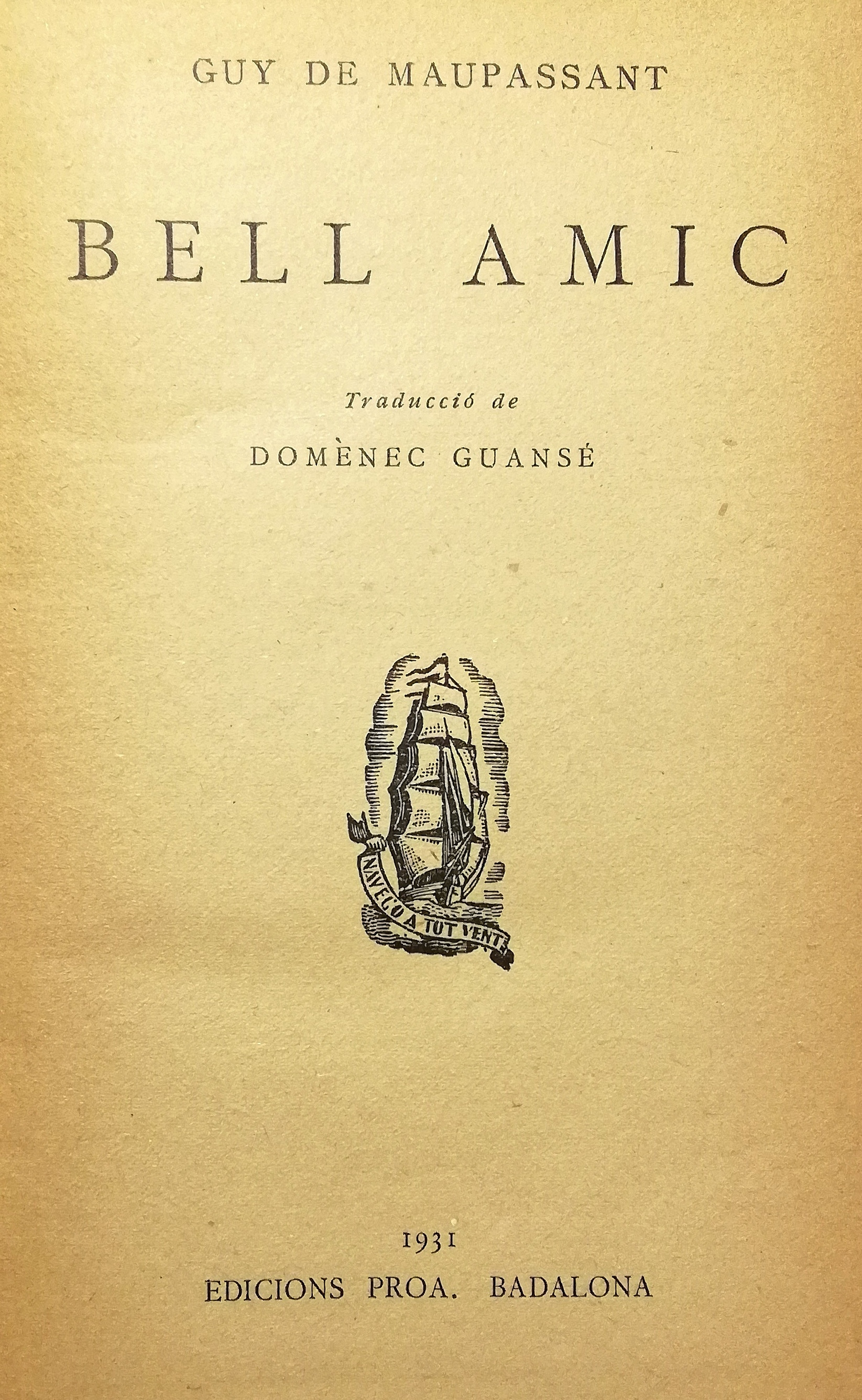
Bell Amic de Guy de Maupassant, any 1931
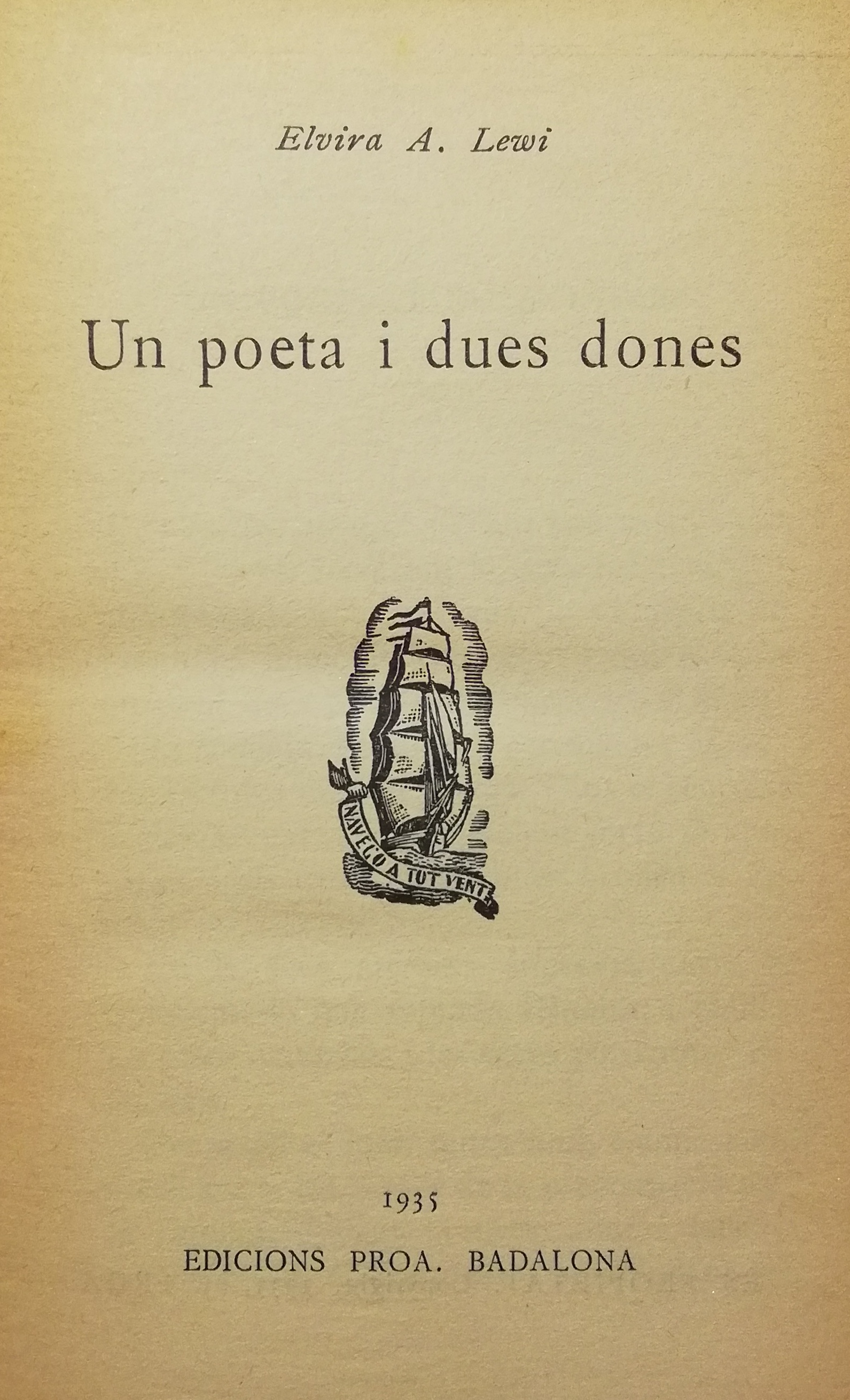
Un poeta i dues dones d'Elvira Augusta Lewi, any 1935
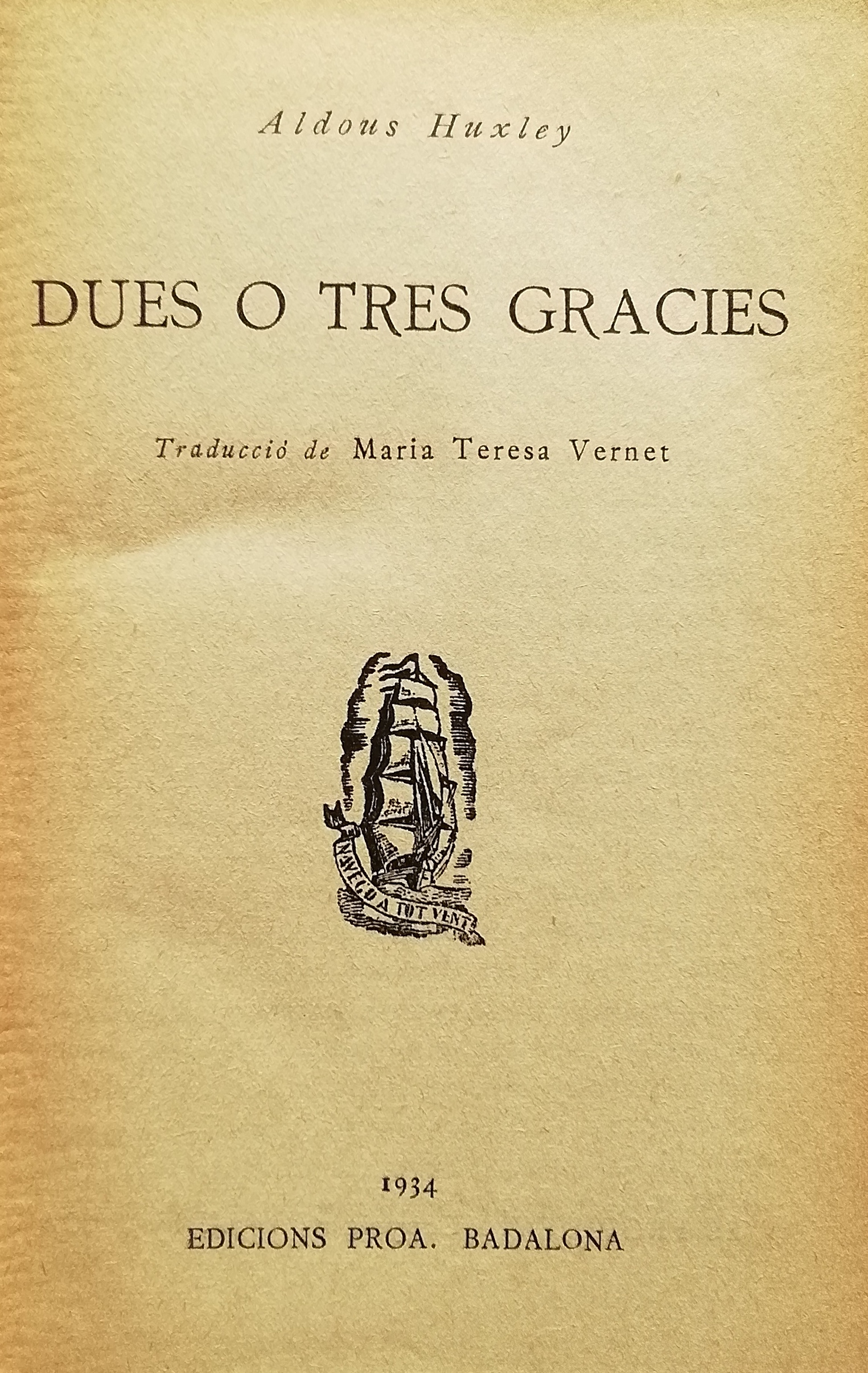
Dues o Tres Gràcies d'Aldous Huxley, any 1934
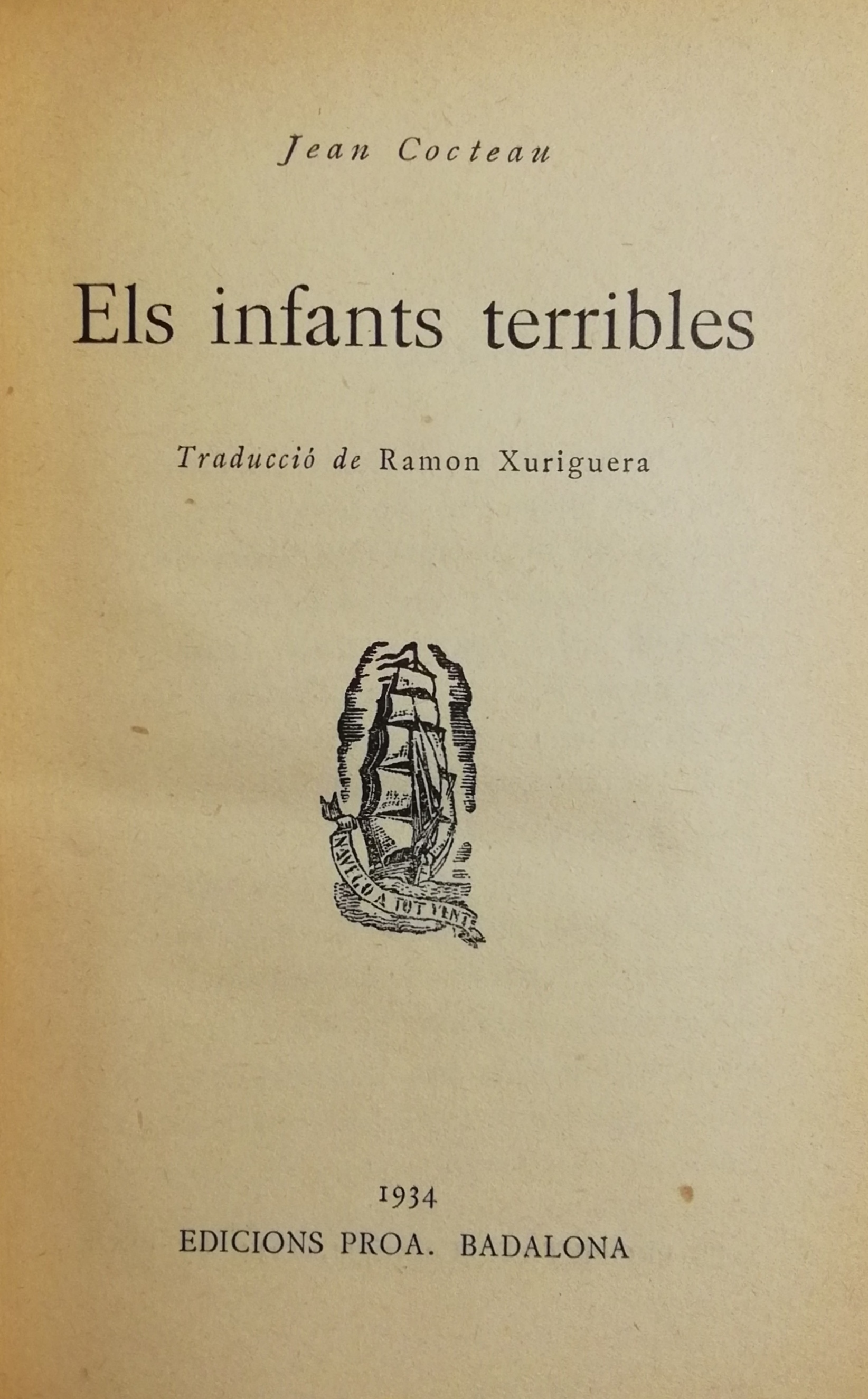
Els Infants Terribles de Jean Cocteau, any 1934